# Imke Duplitzer
Imke Duplitzer (Karlsruhe, 28 luglio 1975) è una schermitrice tedesca.

## Biografia
Ha difeso i colori della nazionale di spada tedesca a tre edizioni dei Giochi olimpici estivi, da Sydney 2000 a Pechino 2008.
Sulla pedana di Sydney 2000 ha conquistato la decima posizione nella spada individuale e il sesto posto nel concorso a squadre.
Ad Atene 2004, con le compagne di nazionale Britta Heidemann e Claudia Bokel, ha vinto la medaglia d'argento nella spada a squadre. Nel concorso individuale di spada ha ottenuto il quinto posto, eliminata ai quarti di finale dalla francese Maureen Nisima.
Nel 2008 ha criticato con forza il Governo cinese colpevole di non rispettare i diritti umani e il Comitato Olimpico Internazionale per la sua morbidezza su questo tema. Non ha partecipato alla cerimonia di apertura della manifestazione.
In pedana, a Pechino, si è riconfermata su alti livelli, chiudendo di nuovo con il quinto posto nella spada individuale, estromessa ai quarti di finale dall'ungherese Ildikó Mincza-Nébald.
Nel 2010 ai campionati europei di scherma disputati a Lipsia ha vinto la medaglia d'oro nella spada battendo in finale la polacca Magdalena Piekarska.

## Vita privata
Si è apertamente dichiarata lesbica.

## Palmarès
In carriera ha conseguito i seguenti risultati:
- Giochi olimpici:

Atene 2004: argento nella spada a squadre.
- Mondiali di scherma

L'Avana 1992: argento nella spada a squadre.
Essen 1993: argento nella spada a squadre.
Città del Capo 1997: argento nella spada a squadre.
Seul 1999: bronzo nella spada a squadre.
Lisbona 2002: argento nella spada individuale.
L'Avana 2003: argento nella spada a squadre.
Lipsia 2005: bronzo nella spada a squadre.
Torino 2006: bronzo nella spada a squadre.
San Pietroburgo 2007: bronzo nella spada a squadre.
Pechino 2008: bronzo nella spada a squadre.
Antalia 2009: bronzo nella spada a squadre.
Parigi 2010: argento nella spada a squadre.
- Europei di scherma

Plovdiv 1998: oro nella spada a squadre.
Bolzano 1999: oro nella spada individuale.
Smirne 2006: bronzo nella spada a squadre.
Kiev 2008: argento nella spada a squadre.
Lipsia 2010: oro nella spada individuale.
- Coppa del Mondo di scherma

2001
2005